# Ach du heilige Scheibe
Ach du heilige Scheibe – Die Abenteuer von Mimo und Leva ist eine deutsche Zeichentrickserie aus dem Jahr 2022. Die Erstausstrahlung erfolgte am 20. September 2022 auf KiKA.

## Handlung
Der zwölfjährige Mimo und seine neunjährige Schwester Leva leben in der Bronzezeit in dem Dorf, in dem die Himmelsscheibe aufbewahrt wird. Mimo soll das Handwerk des Bronzegießens erlernen und seinem Vater als Anführer nachfolgen, macht sich allerdings Gedanken, ob nicht alle Dorfbewohner ein Mitspracherecht bei der Führung haben sollten. Im Gegensatz zu ihm würde seine Schwester Leva viel lieber seine „Bestimmung“ übernehmen und das Dorf selbst anführen. Gemeinsam bestehen Mimo und Leva jeden Tag verschiedene Abenteuer im Dorf.

## Hintergrund
Inspiration und Namensgeber der Serie ist die Himmelsscheibe von Nebra, die als älteste bekannte Darstellung des Himmels gilt. Gefördert wurde die Produktion durch die Mitteldeutsche Medienförderung.

## Rezeption
Der Elternratgeber für TV, Streaming und YouTube Flimmo meint, dass die „unkonventionelle Art der Geschwister“ bei den Zuschauern sehr gut ankommt und „für jede Menge Spaß“ sorgt. Positiv wird außerdem hervorgehoben, dass die Serie „ganz nebenbei […] Wissen rund um das Leben in der Bronzezeit“ vermittelt.

## Episoden
| Folge | Originaltitel                         | Erstausstrahlung   |
| ----- | ------------------------------------- | ------------------ |
| 1     | Sommersonnenwende                     | 20. September 2022 |
| 2     | Alles neu macht der Mimo              | 20. September 2022 |
| 3     | Besuch aus dem Kupferbergwerk         | 21. September 2022 |
| 4     | Der große Brockini                    | 21. September 2022 |
| 5     | Verhandlungsgeschick                  | 22. September 2022 |
| 6     | Kula muss weg                         | 22. September 2022 |
| 7     | Heilkünste                            | 23. September 2022 |
| 8     | Nicht ohne meinen Dolch               | 23. September 2022 |
| 9     | Wer hat Angst vorm Wolf?              | 24. September 2022 |
| 10    | Ein Kuss, ein Stein, ein Haferschleim | 24. September 2022 |
| 11    | Ein besonderes Schmuckstück           | 25. September 2022 |
| 12    | Großvaters Heldengeschichten          | 25. September 2022 |
| 13    | Der erste Schultag der Welt           | 26. September 2022 |
| 14    | Auf die Probe gestellt                | 26. September 2022 |
| 15    | Trank mit Nebenwirkungen              | 27. September 2022 |
| 16    | Fund aus der Vergangenheit            | 27. September 2022 |
| 17    | Dorf im Nebel                         | 28. September 2022 |
| 18    | Die Geister sind los                  | 28. September 2022 |
| 19    | Die Räuberbande                       | 29. September 2022 |
| 20    | Bezaubernder Besuch                   | 29. September 2022 |
| 21    | Auf das Pferd gekommen                | 30. September 2022 |
| 22    | Das Geheimnis des Riesenbernsteins    | 30. September 2022 |
| 23    | Der gehörnte König                    | 1. Oktober 2022    |
| 24    | Kräftemessen                          | 1. Oktober 2022    |
| 25    | Anführen kann man lernen – Teil 1     | 2. Oktober 2022    |
| 26    | Anführen kann man lernen – Teil 2     | 2. Oktober 2022    |